# Renault MT
O Renault MT  (TypeMT) foi um carro esportivo compacto produzido pelo fabricante francês Renault entre 1923 a 1925. O Renault MT foi apresentado no Paris Motor Show de 1923 em Paris. O projeto foi criado e desenhado por Jean Henri-Labourdette e Louis Renault, estreou na exposição do "Mondial" juntamente com o Renault KJ, ambos como carro de classe média, ele contava com um estilo alternativo, com assentos para 3 passageiros. A sua dianteira era muito semelhante a do Renault KJ. Diferente do Renault KJ, a sua produção durou até 1925, quando a Renault substituiu este modelo pelo Renault NN .